# Баренборстель
Баренборстель (нім. Bahrenborstel) — громада в Німеччині, розташована в землі Нижня Саксонія. Входить до складу району Діпгольц. Складова частина об'єднання громад Кірхдорф.
Площа — 31,27 км2. Населення становить 1093 ос. (станом на 31 грудня 2021).